# Austin Flint

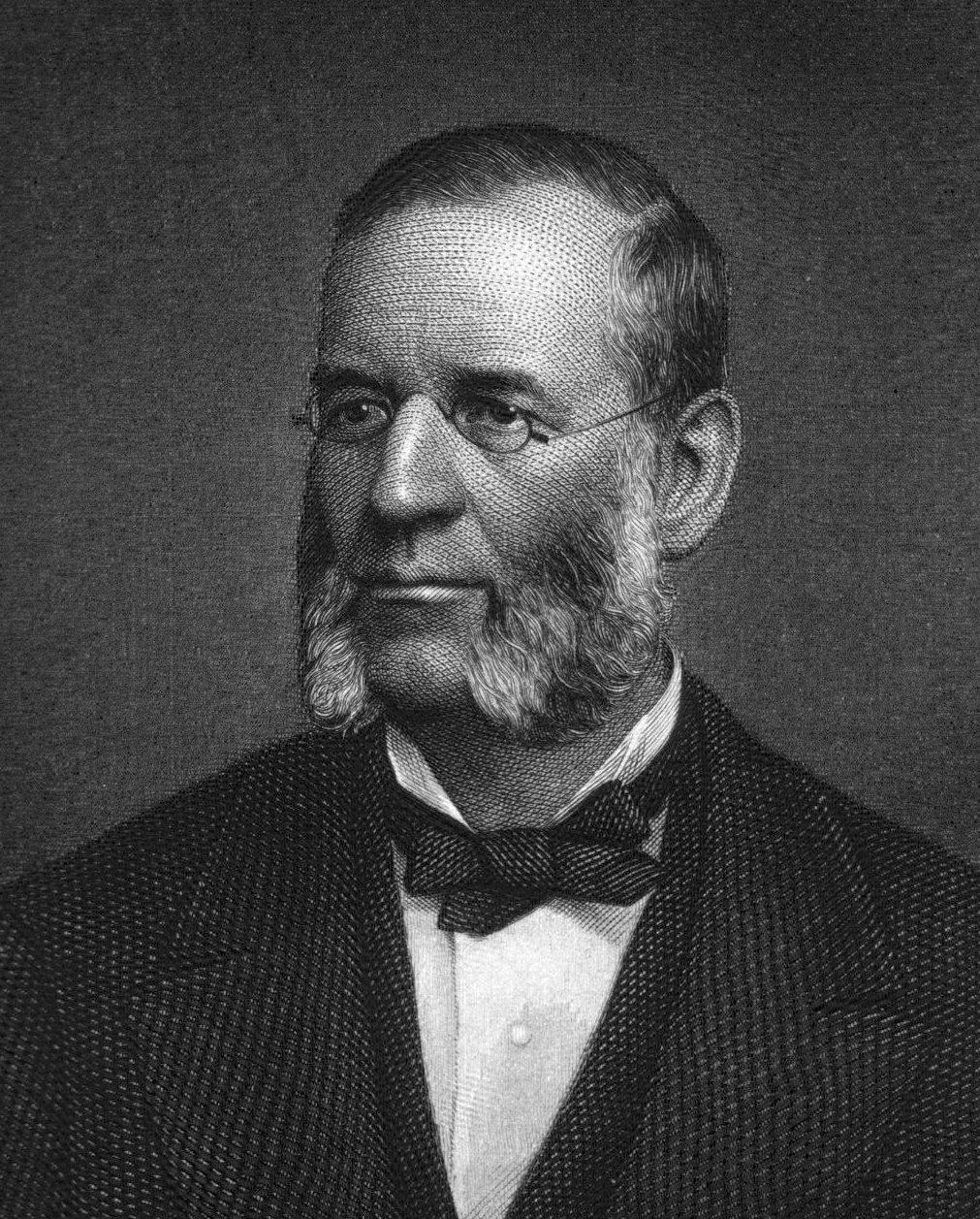
Austin Flint

Austin Flint (n. 20 octombrie 1812 - d. 13 martie 1886) a fost un medic american, născut în Petersham, Massachusetts. El a studiat la Amherst și Harvard si a absolvit ca medic în 1833. După practicarea la Boston și Northampton, s-a mutat în 1836 la Buffalo, New York. El a fost numit profesor de medicină în Rush Medical College, Chicago;  după un an a demisionat, În 1846, a corespondat la  Journal Medical Buffalo. Medicul Frank Hamilton Hastings a fondat Buffalo Medical College în 1847, unde a fost profesor și a practicat medicina timp de șase ani. Flint a fost apoi profesor de teorie și practică medicală la Universitatea din Louisville, Ky, 1852-1856. Austin Flint a fost apoi numit la catedra de patologie si medicină clinică din Buffalo. Între anii  1858-1861 a fost profesor de medicină clinică la Școala de Medicină din New Orleans. În 1859 a scos la New York o gazetă medicală și din 1861 a fost numit medic la Spitalul Bellevue, ca și profesor, el predă principiile și practicile din medicină în Collegiul Medical Bellevue.